# Acinipe paulinoi
Acinipe paulinoi is een rechtvleugelig insect uit de familie Pamphagidae. De wetenschappelijke naam van deze soort is voor het eerst geldig gepubliceerd in 1887 door Saussure.
1. ↑  (en) Acinipe paulinoi op de IUCN Red List of Threatened Species.